# Tipula guerreroensis
Tipula guerreroensis är en tvåvingeart som beskrevs av Alexander 1940. Tipula guerreroensis ingår i släktet Tipula och familjen storharkrankar. Inga underarter finns listade i Catalogue of Life.